# ファン・マヌエル・ロペス
ファン・マヌエル・ロペス（Juan Manuel López、1983年6月30日 - ）は、プエルトリコのプロボクサー。リオ・ピエドラス出身。元WBO世界スーパーバンタム級王者。元WBO世界フェザー級王者。世界2階級制覇王者。
アマチュア時代にはプエルトリコ代表として2004年のアテネオリンピックに出場した。

## 来歴
周囲の反対の中3人の子持ち女性と付き合い始める。女性はマネージャーやトレーナーとしても関わりロペスをサポート、子供を2人授かり2010年7月に結婚式を挙げる、しかしわずか7ヵ月後に離婚届を提出して関係が破綻した。

### アマチュア時代
10歳のころからボクシングを始め、2000年から2004年までアマチュアの国内チャンピオン（バンタム級）に君臨した。
2001年、北アイルランドベルファストで開催された2001年世界ボクシング選手権大会にフライ級(51kg)で出場するが1回戦で敗退する。
2002年、エルサルバドルで開催された中央アメリカ・カリブ海競技大会にバンタム級(54kg)で出場するが準決勝でアブネル・マレスに敗退した。
2003年、ドミニカ共和国サントドミンゴで開催されたパンアメリカン競技大会にバンタム級(54kg)で出場、準々決勝でアブネル・マレスに敗退した。
2004年、ギリシャアテネで開催されたアテネオリンピックにプエルトリコ代表としてバンタム級に(54kg)出場するが1回戦で敗退した。
アマチュア戦績は126勝24敗。

### プロ時代
2005年1月29日、プロに転向しデビュー戦を1RKOで勝利。
2006年9月30日、14戦目で空位のWBOラテンアメリカスーパーバンタム級王座をホセ・アロンソと争い、3RTKOで勝利する。この王座は4度防衛。
2008年6月7日、WBO世界スーパーバンタム級王者ダニエル・ポンセ・デ・レオン（メキシコ）を相手に世界タイトル初挑戦。ここまで無敗のロペスであったが、同じサウスポーのハードパンチャーで35戦34勝30KOという戦績を誇るポンセ・デ・レオンの方が戦前の評価は高かった。試合は初回にロペスがポンセ・デ・レオンから2度のダウンを奪いTKO勝ちを収めて王座獲得。大きな番狂わせを起こした。
2008年10月4日と12月6日に立て続けに防衛戦を行い、いずれも1RKO勝ち。世界戦3連続1RKO勝ちとなった。
2009年4月25日、プエルトリコ・バヤモンのコリセオ・ルーベン・ロドリゲスでジェリー・ペニャロサ（フィリピン）とWBO世界スーパーバンタム級王座の3度目の防衛戦を行い、9R終了TKO勝利を収めた。
2009年6月27日、ニュージャージー州アトランティックシティのボードウォーク・ホールでオリビエ・ロンチ（カナダ）に9R終了TKO勝利を収めてWBO世界スーパーバンタム級王座の4度目の防衛に成功した。
2009年10月10日、ロジャース・ムタグワ（タンザニア）と対戦。最終12回には立っているのがやっとなほどのダメージであったが、3-0の判定勝ちを収めWBO世界スーパーバンタム級王座の5度目の防衛に成功した。その後王座返上。
2010年1月23日、WBO世界フェザー級王者スティーブン・ルエバノ（アメリカ）に挑戦し、7回TKO勝ちを収め2階級制覇に成功した。
2010年7月11日、地元プエルトリコにてバーナベ・コンセプション（フィリピン）と対戦し、初回からお互いにダウンを奪い合う展開となり、続く2回で2度ダウンを奪ったところでレフェリーストップ。2回2分37秒TKO勝ちを収めWBO世界フェザー級王座の初防衛に成功した。
2010年11月6日、元IBF世界バンタム級王者で元WBC世界スーパーバンタム級王者のラファエル・マルケス（メキシコ）と対戦し、マルケスが8回終了時に右肩の異常を訴えたために8回終了TKO勝ちを収めWBO世界フェザー級王座の2度目の防衛に成功した。
2011年4月16日、WBO世界フェザー級9位のオルランド・サリド（メキシコ）と対戦。最初の4ラウンドは連取するが5回に右フックをもらってダウンを喫した。何とか立て直したロペスだったが、8回に連打をもらってレフェリーストップがかかり試合終了。8回1分30秒TKO負けを喫しWBO世界フェザー級王座の3度目の防衛に失敗、王座から陥落した。なお試合後のジャッジのスコアはドローだった(3者とも66-66)。
2011年10月1日、マイク・オリバー（アメリカ）とWBOラテンアメリカフェザー級暫定王座決定戦を行い、2回TKO勝ちを収め王座獲得に成功した。
2012年3月10日、プエルトリコ・サンフアンのロベルト・クレメンテ・コロシアムで、WBO世界フェザー級王者オルランド・サリドと再戦した。5回に右フックでサリドの両手がキャンバスに着くダウンを奪ったが、その後はサリドに猛反撃を受け、10回にコンビネーションでダウンを奪い返される。なんとか起き上がるも足元がふらつきレフェリーストップがかかり10回32秒TKO負けを喫し王座返り咲きに失敗した。試合後、レフェリーを務めた地元のロベルト・ラミレス・シニアに「ストップのタイミングを賭けていてサリドを助けた」と言って掴みかかり、WBOから罰金2000ドルと1年間の出場停止処分(その後9か月に軽減)と100時間の奉仕活動を課せられた。
2013年2月2日、プエルトリコ・バヤモンのコリセオ・ルーベン・ロドリゲスで、アルディミール・シルバ・サントス（ブラジル）と128ポンド契約のノンタイトル戦を行い、9回1分4秒TKO勝ちで約11ヶ月振りの復帰戦を白星で飾った。
2013年4月20日、メキシコシティでビクトル・テラサス対クリスチャン・ミハレスの前座で登場し、エウヘニオ・ロペス（メキシコ）と対戦し、2回59秒で相手をマットに沈めた。
2013年6月15日、ダラスのアメリカン・エアラインズ・センターでミゲル・アンヘル・ガルシアが保持するWBO世界フェザー級王座に挑戦する予定だったが、前日計量でガルシアが2ポンドのオーバーの128ポンド（58.06キロ）を計測し再計量も拒否した為、体重超過で王座を剥奪され、ロペスが勝った場合にだけ王座を獲得する変則のタイトルマッチとして行われた。試合は計量失格となったガルシアに2回と4回にダウンを奪われ2度目のダウンでロペスが失神したためレフェリーストップ。4回1分43秒TKO負けを喫し王座返り咲きに失敗、王座は空位となった。
2014年3月15日、バヤモンのコリセオ・ルーベン・ロドリゲスにてダニー・ガルシアVSマウリシオ・ヘレーラの前座でWBOインターナショナルスーパーフェザー級王座決定戦をダニエル・ポンセ・デ・レオンと行った。初回に左フックで先制のダウンを奪われるも、2回には左フックでダウンを奪い返す、続けて右フックで痛烈なダウンを奪い最後は連打をまとめるとレフェリーが試合をストップ。2回2分44秒TKO勝ちでスーパーフェザー級での初戦を勝利で飾った。ロペスはこの試合からオスカー・デ・ラ・ホーヤのゴールデンボーイ・プロモーションズに所属になった。
2014年7月12日、MGMグランド・ガーデン・アリーナでサウル・アルバレスvsエリスランディ・ララの前座でWBO世界スーパーフェザー級2位でNABF北米スーパーフェザー級王者フランシスコ・バルガスと対戦するが、3回に打ち合いの中で被弾し、フラフラになりながらもなんとかこのラウンドを凌ぐが、インターバル中にセコンドが棄権を申し出て3回終了TKO負けを喫しWBOインターナショナル王座の初防衛とNABF王座獲得に失敗した。
2014年9月11日、ハードロック・ホテル・アンド・カジノ内ザ・ジョイントでWBA世界フェザー級暫定王者のヘスス・クエジャルと対戦するが、クエジャルの圧力に圧倒されて最後はフック連打でロペスは頭から沈み失神。2回1分36秒KO負けを喫しフェザー級2連敗となった。この試合を最後に引退した。
2015年10月31日、妻を暴行したとして家庭内暴力容疑で逮捕された。妻とは別居中で不仲だった。
2016年10月29日、引退を撤回して約2年ぶりの試合を サンフアンのロベルト・クレメンテ・コロシアムでウィルフレド・バスケス・ジュニアとスーパーフェザー級契約12回戦を行い、11回2分29秒TKO勝ちを収めた。試合後、リング内に乱入してきたバスケス陣営と拳を交える後味の悪いものとなった。
2018年3月3日、約1年4カ月ぶりの試合をグアイナボのコリセオ・マリオ・モラレスでジェイソン・ベレスと行い、12回1分54秒TKO負けを喫した。
2021年9月8日、元恋人を暴行したとして家庭内暴力容疑で逮捕された。2015年に起こした家庭内暴力事件とは別の女性に対してのもので、女性はロペスがアルコール依存であると訴えた。その後、家庭内暴力容疑に関連した7つの容疑で起訴された。

## 戦績
- アマチュアボクシング：150戦126勝24敗

## 獲得タイトル
- WBOラテンアメリカスーパーバンタム級王座（防衛4=返上）
- WBO世界スーパーバンタム級王座（防衛5=返上）
- WBO世界フェザー級王座（防衛2）
- WBOラテンアメリカフェザー級暫定王座（防衛0=返上）
- WBOインターナショナルスーパーフェザー級王座